# Craig Dolby

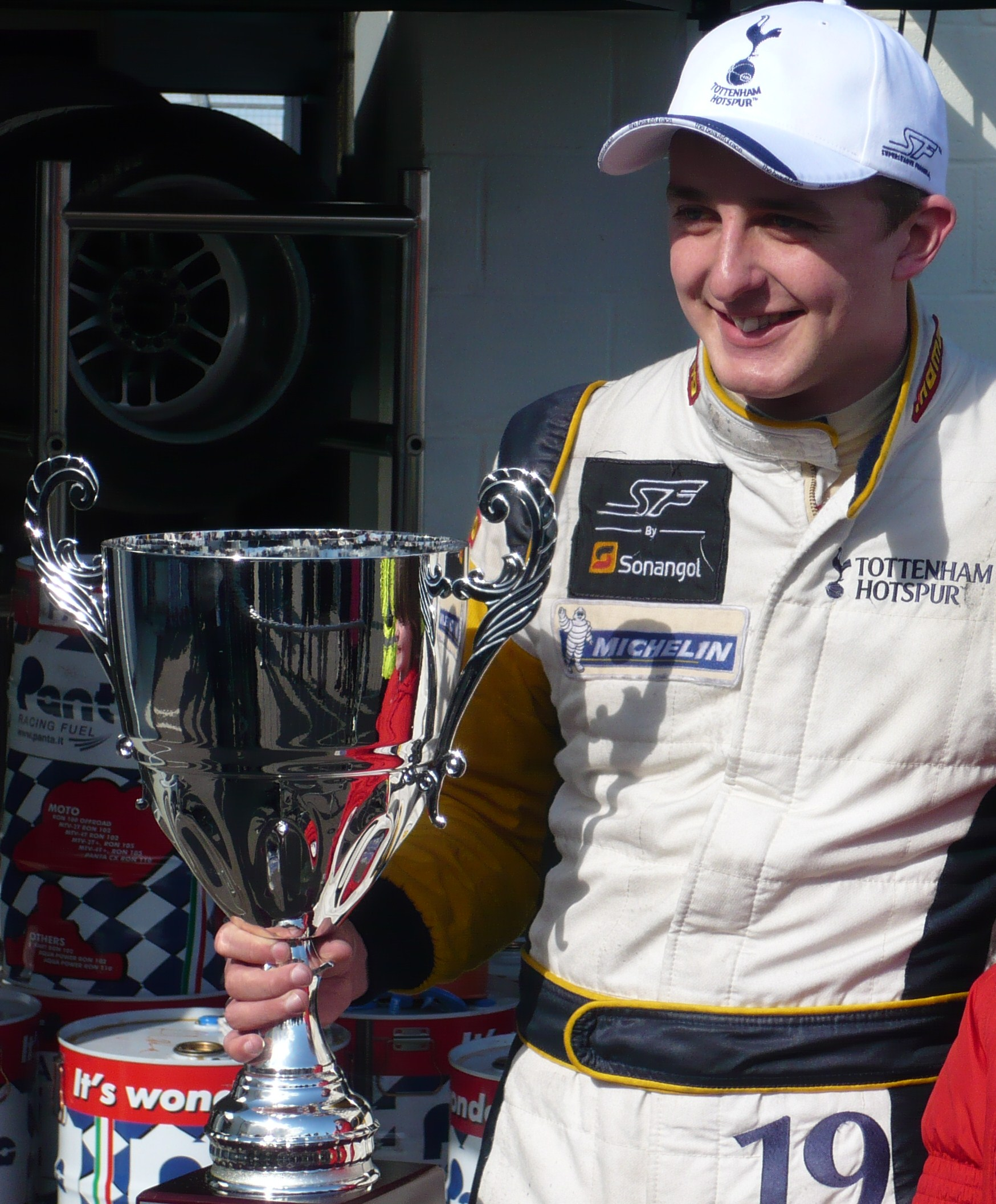
Craig Dolby met de beker van de Superleague Formula 2010

Craig Dolby (Melton Mowbray, 31 maart 1988) is een Brits autocoureur. Hij rijdt vanaf 2008 in de Superleague Formula, het eerste jaar voor het team van Anderlecht en in 2009 en 2010 voor het team van Tottenham Hotspur. In 2009 won hij de eerste manche op het circuit van Zolder, in 2010 won hij de eerste manche en de superfinale op Silverstone.

## Loopbaan
- 2003 - Formule Renault 1.6 België
- 2004 - Formule Renault UK
- 2004 - Formule Renault 2.0 UK Winter Series
- 2006 - Formule Renault 1.6 België (kampioen)
- 2007 - Formule Renault 2.0 Frankrijk
- 2007 - Formule Renault 2.0 Italië
- 2008 - Superleague Formula (6e)
- 2009 - Superleague Formula (vice-kampioen)
- 2010 - Superleague Formula